# Европска медицинска пијавица
Северна медицинска пијавица (Hirudo medicinalis) је животињска врста класе Hirudinoidea која припада реду Arhynchobdellae и фамилији Hirudinidae. Кориштена је дуго времена за лечење, а њена употреба је поново уведена за неке врсте операција, јер ефикасно смањује хематоме.

## Распрострањење
Ареал северне медицинске пијавице обухвата већи број држава, углавном у Европи. 
Врста је присутна у Русији, Шведској, Норвешкој, Пољској, Немачкој, Шпанији, Италији, Србији, Грчкој, Мађарској, Румунији, Украјини, Турској, Финској, Алжиру, Данској, Уједињеном Краљевству, Португалу, Бугарској, Француској, Холандији, Црној Гори, Литванији, Луксембургу, Чешкој, Молдавији, Јерменији, Аустрији, Белгији, Грузији и Узбекистану.
Врста је изумрла у Ирској.

## Станиште
Станишта врсте су језера и језерски екосистеми и слатководна подручја.

## Угроженост
Ова врста је на нижем степену опасности од изумирања, и сматра се скоро угроженим таксоном.